# Bonanza Bros.
Bonanza Bros. (ボナンザ ブラザーズ?, Bonanza Burazāzu) è un videogioco arcade prodotto nel 1990 da SEGA. È un videogioco a piattaforme, dotate leggermente anche della terza dimensione, dove uno o due ladri in stile caricaturale rapinano edifici, affrontando le guardie con metodi non letali. Ne esistono versioni per Amiga, Amstrad CPC, Atari ST, Commodore 64, PC Engine, Sega Mega Drive, Sega Master System, Sharp X68000 e ZX Spectrum. In America le edizioni Mega Drive e Master System hanno il titolo di copertina Bonanza Brothers.
La versione Mega Drive venne ripubblicata come arcade sui cabinati multigioco Mega-Tech.
Emulazioni della versione Mega Drive sono state pubblicate anche per Wii su Virtual Console (2007) e commercializzate per PC tramite Steam (2011).
I protagonisti del gioco sono i fratelli Mobo e Robo Bonanza (bonanza significa lett. "manna, colpo di fortuna"), anche noti come Mike e Spike, e ricomparvero in diversi altri giochi, che però non sono considerati seguiti di questo.
Probabilmente Bonanza Bros. trasse in parte ispirazione da Keystone Kapers.

## Modalità di gioco
Bonanza Bros. è costituito da 12 livelli che rappresentano altrettanti edifici di diversa natura (banca, villa, casinò, ecc.) da svaligiare. L'ambiente è visto di lato, con scorrimento prevalentemente a destra e sinistra, ed è distribuito su più piani, con la possibilità di spostarsi di poco anche nella terza dimensione (in due sole posizioni, più avanti o più indietro rispetto allo schermo). Si incontrano ostacoli come il mobilio, porte da attraversare in orizzontale, e scale che collegano i piani. L'obiettivo è sottrarre tutti i tesori e le prove compromettenti richiesti e infine raggiungere il punto di fuga entro un limite di tempo.
Possono partecipare uno o due giocatori in cooperazione simultanea, ciascuno al comando di uno dei fratelli Bonanza, diversi nell'aspetto ma identici nelle capacità. Nel multigiocatore i due possono muoversi in modo indipendente per lo scenario, senza dover restare vicini. Lo schermo di gioco è diviso in tre fasce orizzontali: due fasce sono sempre dedicate alla visuale di ciascun giocatore, per cui quando si gioca in singolo una rimane inutilizzata. La fascia centrale mostra le informazioni generali e una minimappa di tutto il livello, con le posizioni degli oggetti da rubare e dell'uscita.
Mobo e Robo possono spostarsi nelle quattro direzioni, salire le scale, saltare, e sparare in orizzontale con una pistola stordente. Gli scenari sono pattugliati da vari tipi di avversari: guardie con manganello o con pistola stordente, guardie corazzate con scudo antiproiettile e pistola stordente, e progredendo nei livelli anche cani da guardia, cuochi che lanciano piatti, e grosse guardie barbute che lanciano bombe.
Se si viene colpiti si perde una vita, restando momentaneamente storditi e lasciando cadere gli eventuali oggetti raccolti.
Il gioco ha componenti stealth poiché i protagonisti non vengono visti dagli avversari quando questi sono girati da un'altra parte o quando i protagonisti si nascondono dietro a ripari; le guardie semplici possono anche addormentarsi. Si può quindi sfruttare queste situazioni per evitare gli scontri.
Gli avversari si possono soltanto stordire temporaneamente, colpendoli con la pistola oppure "spiaccicandoli" contro il muro con una porta, aprendola quando si trovano proprio dietro. Talvolta anche altri elementi dello scenario si possono sfruttare per ottenere effetti utili e comici.
Si può incontrare immondizia da evitare per non scivolare. Alcuni livelli comprendono più palazzi, e i protagonisti si spostano dall'uno all'altro appendendosi a carrucole su corde.
Periodicamente ci sono dei livelli bonus, a schermo intero e fisso, dove si devono raccogliere tutti gli oggetti ed evitare le luci di riflettori.
Nelle conversioni di Bonanza Bros. per piattaforme domestiche i livelli sono spesso ridotti a 10, almeno su Mega Drive, ZX Spectrum e probabilmente diverse altre.
La versione più differenziata è quella per Sega Master System, l'unica priva della modalità multigiocatore; qui lo schermo non è diviso e la visuale del giocatore lo occupa tutto. Non è presente neppure la minimappa, ma può essere visualizzata la mappa mettendo in pausa il gioco.
Su Mega Drive mancano i livelli bonus.
Su Commodore 64 quando si viene colpiti non c'è lo stordimento con caduta degli oggetti trasportati.
Su Amstrad CPC e ZX Spectrum è assente la minimappa, ma ci sono molti tesori in più.

## Accoglienza
Bonanza Bros. fu un successo nelle sale giochi, perlomeno in Europa, in buona parte grazie al peculiare stile grafico e anche all'innovativo approccio al gioco cooperativo.
Le conversioni domestiche ricevettero giudizi molto variabili dalla critica specializzata dell'epoca, con medie moderatamente buone.
Anche in questi casi fu frequentemente apprezzata l'originalità della grafica.
Un punto debole spesso criticato è invece la monotonia e poca varietà del gioco.

## Spin-off
Sono stati realizzati diversi spin-off tratti dal gioco, ma di tipo rompicapo:
- Puzzle & Action: Tant-R (1992)
- Puzzle & Action: Ichidant-R (1994)
- Puzzle & Action: Treasure Hunt (1995)

I protagonisti Mobo e Robo compaiono anche nel videogioco Sonic & SEGA All-Stars Racing.